# Stanisław Szostecki
Stanisław Edward Szostecki (Sokołów Małopolski, 15 de enero de 1968) es un deportista polaco que compitió en lucha libre. Ganó una medalla de plata en el Campeonato Europeo de Lucha de 1991, en la categoría de 48 kg.

## Palmarés internacional
| Campeonato Europeo | Campeonato Europeo   | Campeonato Europeo | Campeonato Europeo |
| Año                | Lugar                | Medalla            | Categoría          |
| ------------------ | -------------------- | ------------------ | ------------------ |
| 1991               | Stuttgart (Alemania) | Medalla de plata   | 48 kg              |